# Bella Thorne
Annabella Avery Thorne (sinh ngày 8 tháng 10 năm 1997) là một nữ diễn viên, vũ công, người mẫu và ca sĩ người Mỹ. Cô là một nữ diễn viên trẻ đã xuất hiện trên hơn 20 bộ phim và phim truyền hình và hơn 60 chương trình quảng cáo. Cô được biết đến nhiều nhất qua vai diễn Cece Jones trong sêri phim của Disney Channel là Shake It Up.

## Tiểu sử
Bella Thorne được sinh ra tại Pembroke Pines, Florida. Cô là con út trong gia đình có 4 anh chị em, gồm Kaili (sinh năm 1992), Dani (sinh năm 1993) và Remy (sinh năm 1995), anh chị của Bella cũng là diễn viên và người mẫu. Cha của Bella Thorne là Reinaldo, là người gốc Cuba và cô cũng tuyên bố mình còn mang dòng máu Ý và Ai-len.

## Sự nghiệp

### 2003-2009: Dirty Sexy Money và My Own Worst Enemy
Vai diễn đầu tiên của Bella là một vai nhỏ trong bộ phim năm 2003 Stuck on You. Kể từ đó, Bella cũng tham gia các dự án phim truyền hình và phim ngắn bao gồm Entourage và The O.C diễn vai thời trẻ của Taylor Townsend. Năm 2007, Bella tham gia dàn diễn viên của mùa thứ hai của Dirty Sexy Money, đây là vai diễn chính thức của Bella ở thời điểm đó với vai diễn Margaux Darling. Loạt phim kể về một luật sư và người đàn ông của gia đình tên Nick George, khi cha của Nick đột tử trong một tai nạn máy bay, Nick đảm nhận làm luật sư cho gia đình Darling, trong khi cố gắng phát hiện ra ai đã làm điều này. Năm 2008, Bella cùng với Christian Slater và Taylor Lautner tham gia loạt phim ngắn tên My Own Worst Enemy, đây được xem là bước đột phá trong sự nghiệp vì đây là vai diễn dài hơi của Bella. Cùng năm đó, cô cũng tham gia loạt phim October Road trong vai Angela Ferilli. Anh trai của Bella là Remy cũng tham gia loạt phim với tư cách khách mời với vai Eddie Latekka thời còn trẻ.
Năm 2009, cô tham gia loạt phim web tên Little Monk, trong vai Wendy bạn cùng lớp của Monk. Hiện loạt phim được phát hành dưới định dạng DVD "Best of Monk". Cũng trong năm đó, cô thủ vai phản diện trong phim kinh dị Forget Me Not. Cô cũng có một vai phụ trong phim truyền hình gia đình tên Raspberry Magic được công chiếu ở Liên hoan phim Cinequest, và liên hoan phim Mỹ Châu Á San Francisco năm 2010.

### 2010-13: Big Love và Shake It Up
Năm 2010, Bella đảm nhận vai diễn Tancy "Teenie" Henrickson của diễn viên Jolean Wejbe trong loạt phim Big Love của HBO. Cô cũng tham gia loạt phim Shake It Up của Disney, từng có tên gọi cũ là Dance, Dance Chicago. Cô đảm nhận vai vũ công trẻ tuổi đầy nhiệt huyết với chứng khó đọc Cece Jones. Nội dung phim tập trung chủ yếu về hài kịch tình huống giữa Bella và bạn diễn Zendaya. Shake It Up bắt đầu quá trình sản xuất ở Hollywood, California vào tháng 7/2010 và được chiếu vào ngày 7/11/2010 trên kênh Disney. Mặc dù có kinh nghiệm dày dặn trong việc đóng phim, nhưng Bella lại không có kinh nghiệm trong việc nhảy. Sau khi kí hợp đồng vào tháng 10/2009, Bella bắt đầu học nhảy 3 lớp học nhảy mỗi tối. Đĩa đơn đầu tiên của Bella là Watch Me được phát hành vào ngày 21/6/2011, đạt hạng 86 trêng bảng xếp hạng Billboard Hot 100 Mỹ, hạng 9 trên bảng xếp hạng Top Heatseekers Mỹ và nhận chứng nhận vàng từ RIAA. Vào ngày 29/9/2011, Disney thông báo sẽ sản xuất mùa thứ hai của Shake It Up với 26 tập. Một tập phim đặc biệt dài 90 phút là tập cuối cùng của mùa 2 cũng được lên sóng vào ngày 17/8/2012.
Ngày 4/6/2012, Disney thông báo sẽ ra mùa 3 của Shake It Up. Năm 2012, Bella nhận vai diễn Avalon Greene trong phim ngắn Frenemies do Disney sản xuất. TTYLXOX được phát hành vào ngày 6/3, đạt hạng 97 trên bảng xếp hạng Billboard Hot 100. Ngày 30/3/2013, hãng Hollywood Records thông báo trên Twitter là Bella đã kí hợp đồng thu âm với hãng. Ngày 25/7/2013, Disney thông báo sẽ hủy bỏ Shake It Up sau khi mùa thứ 3 kết thúc. Vào ngày 23/4/2013, cô thông báo sẽ ra album với 11 bài hát, cô phát biểu "những gì mà người hâm mộ của tôi có thể mong đợi cho album này là hoàn toàn khác với những nghệ sĩ khác, vì tôi không thích chỉ là một ca sĩ mà mọi người chỉ nhớ đến vì một bài hát. Tất cả những ca khúc của tôi đều có sắc thái riêng. Tôi muốn trải nghiệm các phong cách âm nhạc khác nhau". Bella cũng nói rằng Britney Spears, Ke$ha, và Destiny's Child là những nghệ sĩ đã truyền cảm hứng cho album của cô.

### 2014-hiện tại: Phim ngắn và Famous In Love
Năm 2014, Bella tham gia bộ phim hài Blended với diễn viên Adam Sandler và Drew Barrymore với vai diễn con gái của nhân vật của Adam Sandler. Cô cũng tham gia phim Alexander and the Terrible, Horrible, No Good, Very Bad Day (2014) và phim The DUFF (2015), cô thủ vai phản diện trong một trường trung học. Ngày 30/7, cô nhận được vai trong mùa thứ 15 của loạt phim CSI trong tập phim The Book of Shadows được chiếu vào ngày 19/10/2014. Cô cũng xuất hiện trong phần hai của phim Mostly Ghostly 2: Have You Met My Ghoulfriend trong vai Cammy Cahill là người mà nhân vật Max Doyle thích thầm. Bộ phim được chiếu vào dịp lễ Halloween tháng 10/2014. Ngày 15/10, Bella thông báo là album đầu tay đã bị hủy bỏ, vì cô không thích bị autontune quá nhiều. Nhưng cô lại ra mắt một album mini tên Jersey vào ngày 17/11. Điã đơn "Call It Whatever" lọt vào bảng xếp hạng Billboard nhạc dance ở vị trí 47, sau đó lên hạng 10 và trụ được 10 tuần trên bảng xếp hạng.
Bella từng kí một hợp đồng phát hành một loạt sách với ấn bản đầu tiên tên Autumn Falls. Cô cũng từng tham gia bộ phim kinh dị của Manis Film là Big Sky cùng với Kyra Sedgwick, trong vai Hazel. Ngày 12/12, Bella nhận vai trong trong loạt phim Scream Queen do MTV sản xuất, loạt phim dựa trên bản gốc bộ phim Scream. Bella được gia vai chính nhưng cô lại chọn vai "Nina xấu tính" vì nghĩ vai diễn này sẽ đột phá hơn. Năm 2015, Bella tham gia lồng tiếng cho bộ phim Frog Kingdom phát hành ở thị trường Mỹ, cô lồng tiếng cho vai Công chúa Ếch cùng với Drake Bell và Cameron Dallas. Bộ phim được chiếu dưới định dạng DVD từ ngày 30/6/2015 bởi hãng Lionsgate Home Entertainment.
Ngày 1/6/2015, có tin công bố rằng Bella sẽ cùng với Kian Lawley tham gia bộ phim Shovel Buddies của AwesomenessTV Film, trong vai Kate, bộ phim được ra mắt trên iTunes vào ngày 11/10/2016. Cô cũng thủ vai thiếu niên Jamie với tính cách đặc biệt cố che giấu một bí mật trong phim Keep Watching.
Cũng trong năm 2015, cô đóng vai ca sĩ trẻ nổi tiếng trong bộ phim Alvin and the Chipmunks: The Road Chip. Năm 2016, cô đóng vai Rain trong phim Tyler Perry's Booo! A Madea Halloween.
Năm 2017, Bella quay trở lại diễn xuất trong phim truyền hình với loạt phim Famous in Love được chiếu trên kênh Freedom trong vai diễn Paige Townsen, một sinh viên đại học bình thường đoạt được vai chính trong phim bom tấn Hollywood. Cùng năm, Bella thủ vai chính trong loạt phim You Get Me của Netflix cùng với Halston Sage, Taylor John Smith và Nash Grier. Trong tháng 10 cùng năm, Bella cũng tham gia bộ phim hài The Babysitter được đạo diễn bởi McG và do Netflix phát hành.
Bella đóng vai chính trong bộ phim Midnight Sun, được dựa trên nguyên bản của bộ phim Nhật Bản cùng tên. Bộ phim được công chiếu vào ngày 23/3/2018.

## Đời tư
Đến từ Pembroke Pines, Florida, nhưng Bella đã sống cùng gia đình ở California kể từ đầu năm 2006. Sở thích của cô bao gồm nhảy múa, chơi bóng đá, dành thời gian với gia đình và chơi với hai con chó của mình (một Cocker Spaniel và một con sói lai), sáu con mèo và một con rùa (Bella rất yêu động vật). Cô cũng thừa nhận là một nhà sưu tập những cuốn sách bìa cứng, nghe âm nhạc những năm 1980, và sử dụng YouTube như một công cụ nghiên cứu cho việc nhập vai. Bella là một người ủng hộ cuồng nhiệt của Humane Society, the Cystic Fibrosis Foundation, và The Nomad Organization, cung cấp giáo dục, thực phẩm và vật tư y tế cho trẻ em ở Châu Phi.
Bella Thorne được chẩn đoán mắc chứng khó đọc khi cô học lớp một. Cô hiện đang được học tại nhà sau khi theo học một trường công, nơi cô đã bị bắt nạt bởi những bạn cùng lứa do sự khó đọc của mình và do cô nói tiếng Tây Ban Nha (đây là tiếng mẹ đẻ của cô). Bella đã cải thiện trong việc học sau khi tham dự một trung tâm Sylvan Learning. Cô cũng đã đề cập đến chứng khó đọc của mình trong một cuộc phỏng vấn vào tháng 4 năm 2010 với tạp chí American Cheerleader, và giải thích rằng cô đã vượt qua chứng khó đọc bằng cách đọc tất cả mọi thứ cô có thể tìm thấy, bao gồm cả nhãn hộp ngũ cốc.

## Phim tham gia

### Phim
| Năm  | Tựa phim           | Vai diễn                 | Ghi chú                                            |  |
| ---- | ------------------ | ------------------------ | -------------------------------------------------- |  |
| 2003 | Stuck on You       | MC Sideline's Fan        | Vai phụ, được giới thiệu với tên Annabella Thorne. |  |
| 2007 | Finishing the Game | Sue                      | Vai phụ, được giới thiệu với tên Annabella Thorne. |  |
| 2007 | Blind Ambition     | Witbert Daniel           |                                                    |  |
| 2007 | The Seer           | Claire hồi nhỏ           | Vai Phụ                                            |  |
| 2007 | Craw Lake          | Julia                    |                                                    |  |
| 2009 | Water Pills        | Psych Out Girl           | Vai phụ                                            |  |
| 2009 | Forget Me Not      | Angela hồi nhỏ           | Vai phụ                                            |  |
| 2010 | One Wish           | Messenger                |                                                    |  |
| 2010 | Raspberry Magic    | Sarah Patterson          |                                                    |  |
| 2012 | Frenemies          | Avalon Greene            | Vai chính,Disney Channel Original Movie            |  |
| 2014 | Buttermilk Sky     | Jennie                   |                                                    |  |
| 2014 | The Familymoon     |                          |                                                    |  |
| 2014 | Home Invasion      | Jamie                    | Pre-production                                     |  |
| 2014 | Blended            | Hillary "Larry" Friedman |                                                    |  |
| 2018 | Midnight Sun       | Katie Price              | Vai chính                                          |  |

### Phim truyền hình
| Năm           | Tựa phim                 | Vai diễn                | Ghi chú |
| ------------- | ------------------------ | ----------------------- | --- |
| 2006          | Entourage                | Kid                     | "I Wanna Be Sedated" (Mùa 3: tập 10) |
| 2007          | The O.C.                 | Taylor Townsend hồi nhỏ | "The Case of the Franks" (mùa 4: tập 13) |
| 2007–2008     | Dirty Sexy Money         | Margaux Darling         | "The Chiavennasca" (mùa 1: tập 4) "The Family Lawyer" (mùa 2: tập 2) "The Silence" (mùa 2: tập 4) "The Summer House" (mùa 2: tập 7)                                          |
| 2008          | October Road             | Angela Ferilli          | "Stand Alone by Me" (mùa 2: tập 11) |
| 2008          | My Own Worst Enemy       | Ruthy Spivey            | Vai chính |
| 2009          | In the Motherhood        | Annie                   | "Practice What You Preach" (mùa 1: tập 4) |
| 2009          | Mental                   | Emily                   | "Pilot" (Mùa 1: tập 1) |
| 2009          | Little Monk              | Wendy                   | Vai chính |
| 2010          | Big Love                 | Tancy Henrickson        | "Strange Bedfellows" (mùa 4: tập 3) "The Mighty and Strong" (mùa 4: tập 4) "Sins of the Father" (mùa 4: tập 5) "Next Ticket Out" (mùa 4: tập 8) "End of Days" (mùa 4: tập 9) |
| 2010          | Wizards of Waverly Place | Nancy Lukey             | "Max's Secret Girlfriend" (mùa 3: tập 19) |
| 2010–hiện tại | Shake It Up              | CeCe Jones              | Vai chính |
| 2011          | Good Luck Charlie        | CeCe Jones              | "Charlie Shakes It Up" (Mùa 2: tập 13) |
| 2011          | PrankStars               | Chính cô ấy             | "Adventures in Dogsitting" (Mùa 1: tập 5) |

| Năm  | Tựa đề                     | Vai                  | Notes |
| ---- | -------------------------- | -------------------- | ----- |
| 2006 | The Ant Bully (video game) | Ant Kid (lồng tiếng) |       |

## Đĩa hát

### Đĩa đơn
| Tựa                                                                    | Năm  | Vị trí trong bảng xếp hạng | Vị trí trong bảng xếp hạng | Vị trí trong bảng xếp hạng | Album                      |
| Tựa                                                                    | Năm  | US                         | US Heat                    | CAN                        | Album                      |
| ---------------------------------------------------------------------- | ---- | -------------------------- | -------------------------- | -------------------------- | -------------------------- |
| "Watch Me" (with Zendaya)                                              | 2011 | 86                         | 9                          | —                          | Shake It Up: Break It Down |
| "TTYLXOX"                                                              | 2012 | 97                         | 15                         | 71                         | Shake It Up: Live 2 Dance  |
| "—" nghĩa là không có mặt trong bảng xếp hạng hay phát hành ở nước đó. |      |                            |                            |                            |                            |

### Đĩa đơn quảng cáo
| "Fashion Is My Kryptonite" (với Zendaya)                               | 2012 | — | Shake It Up: Made In Japan |
| "—" nghĩa là không có mặt trong bảng xếp hạng hay phát hành ở nước đó. |      |   |                            |

### Các bài hát khác
| Năm  | Bài hát                             | Ca sĩ khác | Album                           |
| ---- | ----------------------------------- | ---------- | ------------------------------- |
| 2011 | "Bubblegum Boy"                     | Pia Mia    | không có trong album            |
| 2012 | "Can't Stay Away"                   | IM5        | Không có trong album            |
| 2012 | "Rockin' Around the Christmas Tree" | —          | Disney Channel Holiday Playlist |

## Giải thưởng và đề cử
| Năm  | Giải                     | Hạng mục | Phim                           | Kết quả   | Ref.   |
| ---- | ------------------------ | --- | ------------------------------ | --------- | ------ |
| 2008 | Young Artist Awards      | Nữ diễn viên khách mời xuất sắc trong một series phim truyền hình | The O.C.                       | Đề cử     | [ 9 ]  |
| 2009 | Young Artist Awards      | Nữ diễn viên khách mời xuất sắc trong một series phim truyền hình | October Road (TV series)       | Đề cử     | [ 10 ] |
| 2009 | Young Artist Awards      | Nữ diễn viên phụ xuất sắc trong một series phim truyền hình (phim hài hoặc hài kịch)                                                                                   | My Own Worst Enemy (TV series) | Đoạt giải | [ 10 ] |
| 2010 | Young Artist Awards      | Nữ diễn viên khách mời xuất sắc trong một series phim truyền hình | Mental                         | Đề cử     | [ 11 ] |
| 2010 | J-14 Teen Icon Award     | Biểu tượng của ngày mai | Bản thân cô ấy                 | Đề cử     | [ 12 ] |
| 2011 | Young Artist Awards      | Nữ diễn viên truyền hình chính xuất sắc nhất (phim hài hoặc hài kịch)                                                                                                  | Shake It Up                    | Đoạt giải | [ 13 ] |
| 2011 | Young Artist Awards      | Dàn diễn viên trẻ xuất sắc nhất trong một series phim truyền hình (chia sẻ vớiZendaya, Davis Cleveland, Roshon Fegan, Adam Irigoyen, Kenton Duty và Caroline Sunshine) | Shake It Up                    | Đề cử     | [ 13 ] |
| 2011 | Young Artist Awards      | Nữ diễn viên khách mời xuất sắc nhất trong một series phim truyền hình, tuổi từ 11-15                                                                                  | Wizards of Waverly Place       | Đề cử     | [ 13 ] |
| 2011 | Young Artist Awards      | Nữ diễn viên phụ xuất sắc trong một series phim truyền hình, tuổi từ 11-16                                                                                             | Big Love                       | Đề cử     | [ 13 ] |
| 2011 | Imagen Award             | Nữ diễn viên trẻ xuất sắc nhất | Shake It Up                    | Đề cử     | [ 14 ] |
| 2011 | J-14 Teen Icon Award     | Hình tượng nữ diễn viên truyền hình | Shake It Up                    | Đề cử     | [ 15 ] |
| 2011 | J-14 Teen Icon Award     | Hình tượng Tweeter | Bản thân cô ấy                 | Đề cử     | [ 15 ] |
| 2012 | Young Artist Awards      | Nữ diễn viên truyền hình chính xuất sắc nhất | Shake It Up                    | Đề cử     | [ 16 ] |
| 2012 | Young Artist Awards      | Dàn diễn viên trẻ xuất sắc trong một series phim truyền hình (với Zendaya, Davis Cleveland, Roshon Fegan, Adam Irigoyen, Kenton Duty và Caroline Sunshine)             | Shake It Up                    | Đề cử     | [ 16 ] |
| 2012 | Imagen Award             | Nữ diễn viên truyền hình trẻ xuất sắc nhất | Shake It Up                    | Đoạt giải | [ 17 ] |
| 2012 | J-14 Teen Icon Award     | Hình tượng cặp đôi (chia sẻ với Tristan Klier) | Cá nhân                        | Đề cử     | [ 18 ] |
| 2012 | Hollywood Teen TV Awards | Nữ diễn viên truyền hình được yêu thích nhất | Shake It Up                    | Đề cử     | [ 19 ] |
| 2012 | ALMA Awards              | Nữ diễn viên phim truyền hình được yêu thích nhất- phim hài. | Shake It Up                    | Đề cử     | [ 20 ] |